# Ticio (Ribera)
Ticio es un cuadro de José de Ribera, «El Españoleto», pintado al óleo sobre lienzo y con unas dimensiones de 227 x 301 cm. Firmado y datado en 1632, actualmente se conserva en el Museo del Prado de Madrid.

## Historia
El cuadro pertenece a una serie de cuatro telas que representan los suplicios sufridos por los Gigantes de la mitología griega; Ticio, Sísifo, Tántalo e Ixión, a quien Zeus castigó por diversos crímenes. De esta serie de cuatro (Ribera realizó al menos otra más con el mismo tema  de la que solo se conservan los bocetos) han llegado hasta nuestros días las telas de Ticio e Ixión, ambas obras en el Museo del Prado.
No se conoce con exactitud quién hizo el encargo del trabajo a Ribera y la primera constancia documental que se tiene es su compra en 1634 a la marquesa de Charela por parte del pronotario de Aragón, Jerónimo de Villanueva  para la decoración del palacio del Buen Retiro. No obstante, por sus grandes dimensiones y el tema de las obras (interpretadas como la justicia implacable  que recaerá sobre los arrogantes que atenten contra el poder reinante) se tiene casi la total certeza de que se trata de un encargo de la misma Casa Real. Las obras permanecieron sin interrupción en el Palacio del Buen Retiro hasta el siglo XVIII y poco después entrarían a formar parte de la colección del Prado.

## Descripción y estilo
Ticio, hijo de Elara y Zeus, trató de violar a Leto, madre de Apolo y Artemis, quienes en defensa de su madre, abatieron al gigante con sus flechas. Como los gigantes eran inmortales, Zeus  arrojó a Ticio al Tártaro donde fue condenado a que un buitre le comiera el hígado (órgano donde los antiguos creían que residían las pasiones) durante toda la eternidad, pues el buitre se lo comía por el día y el hígado le volvía a crecer al gigante por la noche.
Sobre esta base, Ribera crea una obra magnífica a la vez que terrorífica y de una poderosa fuerza visual. Ticio yace boca arriba, con el cuerpo arqueado, agitando los brazos y la cabeza echada hacia atrás con un inenarrable gesto de eterno sufrimiento en su rostro mientras  el buitre extrae el hígado por un boquete de su costado. 
Ribera se fijó en el Tántalo pintado por Tiziano para realizar su Ticio, colocando en diagonal el cuerpo del gigante con sus pies que se hunden en la oscuridad del Averno y su cuerpo y rostro, iluminados, se proyectan hacia delante invadiendo con violencia el espacio del espectador.